# Palais du Peuple (Conakry)
Le Palais du peuple est un édifice public construit en 1967 grâce à la coopération sino-guinéenne. il abrite l'Assemblée nationale et accueille toutes les grandes rencontres nationales et internationales en Guinée depuis sa construction. Il est l'un des plus grands bâtiments de Guinée, situé à l'entrée de la presqu'île de Kaloum,.

## Galerie

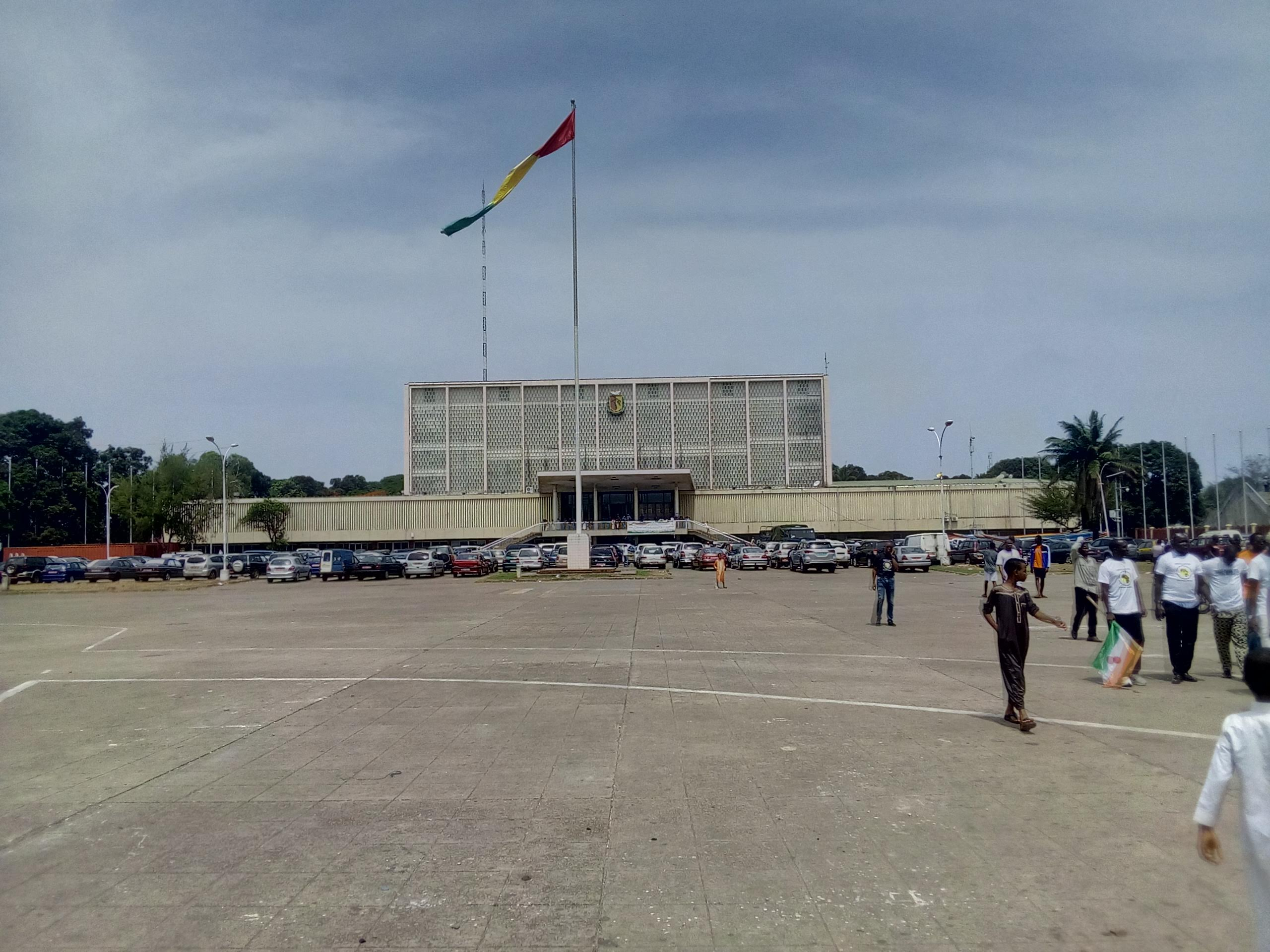
Palais du peuple
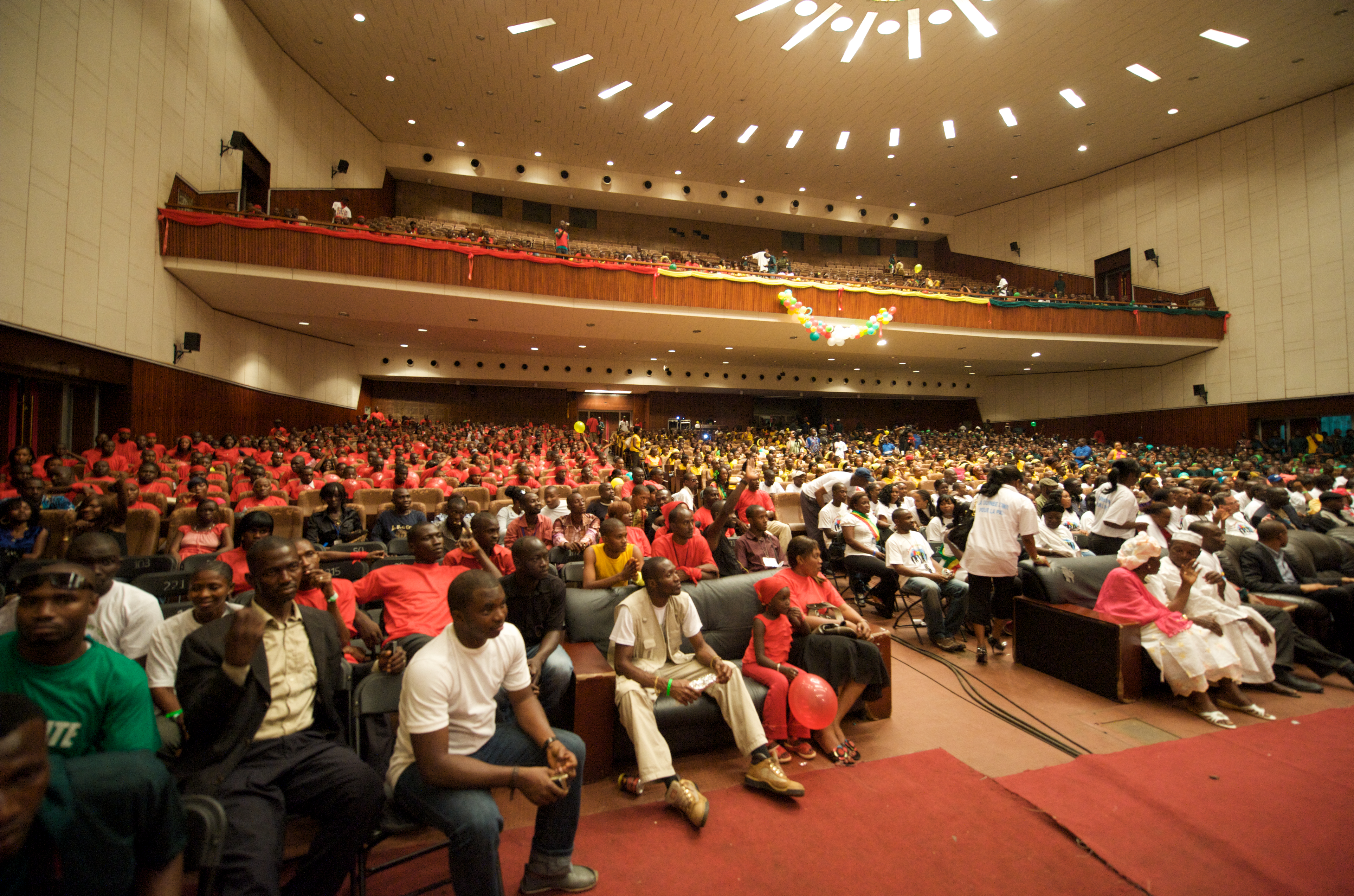
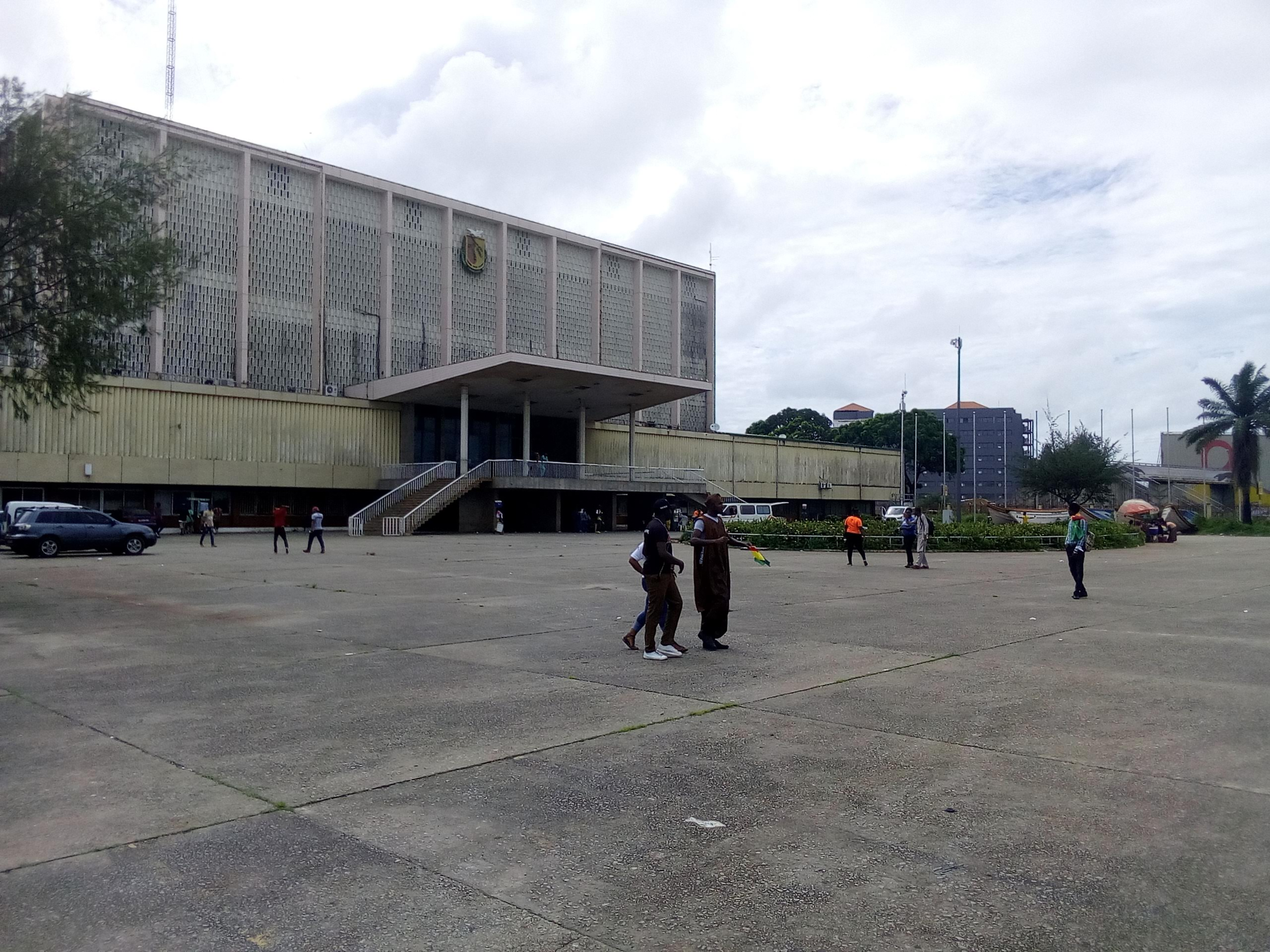
Palais du peuple
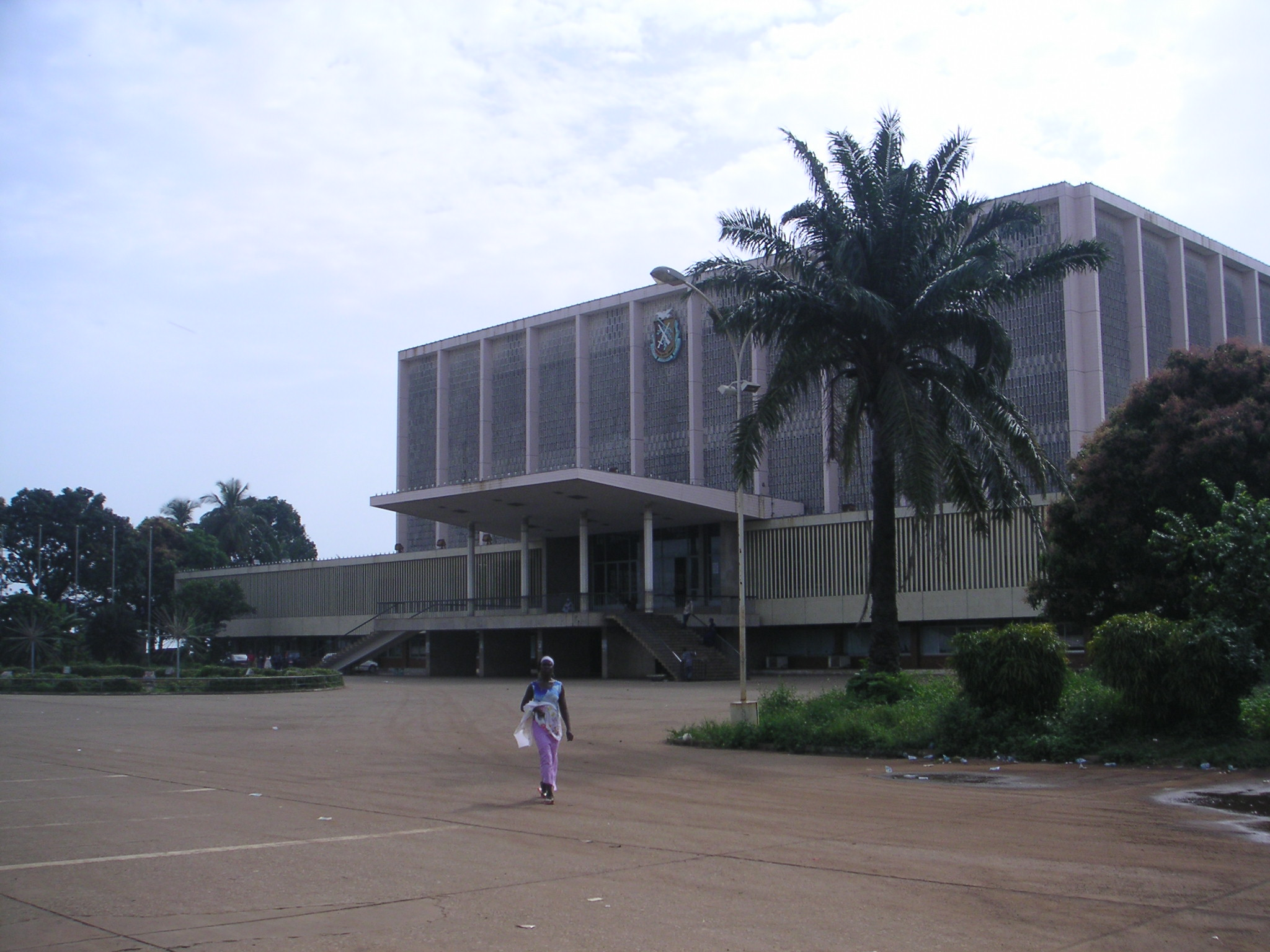
Palais du peuple